# Grand Prix Włoch 1987
Grand Prix Włoch 1987 (oryg. Gran Premio d’Italia) – 11. runda Mistrzostw Świata Formuły 1 w sezonie 1987, która odbyła się 6 września 1987, po raz 37. na torze Monza.
58. Grand Prix Włoch, 38. zaliczane do Mistrzostw Świata Formuły 1.

## Klasyfikacja
| Legenda oznaczeń w tabelach wyników Wyświetl szablon na nowej stronie | Legenda oznaczeń w tabelach wyników Wyświetl szablon na nowej stronie                                                                     |
| Oznaczenie                                                            | Wyjaśnienie |
| --------------------------------------------------------------------- | --- |
| Złoty                                                                 | Zwycięzca lub mistrzostwo |
| Srebrny                                                               | 2. miejsce lub wicemistrzostwo |
| Brązowy                                                               | 3. miejsce lub II wicemistrzostwo |
| Zielony                                                               | Ukończył, punktował (w klasyfikacji generalnej, gdy zdobył co najmniej jeden punkt na przestrzeni sezonu, poza trzema powyższymi opcjami) |
| Niebieski                                                             | Ukończył, nie punktował (w klasyfikacji generalnej, gdy nie zdobył co najmniej jednego punktu na przestrzeni sezonu)                      |
| Czerwony                                                              | Nie zakwalifikował się (NZ) |
| Czerwony                                                              | Nie prekwalifikował się (NPK) |
| Różowy                                                                | Nie ukończył (NU) |
| Różowy                                                                | Niesklasyfikowany (NS) (w klasyfikacji generalnej, gdy nie został sklasyfikowany w żadnym wyścigu sezonu)                                 |
| Czarny                                                                | Zdyskwalifikowany (DK) |
| Czarny                                                                | Wykluczony (WYK/EX) |
| Biały                                                                 | Nie wystartował (NW) |
| Biały                                                                 | Kontuzjowany (K/INJ) |
| Biały                                                                 | Wyścig odwołany (OD/C) |
| Bez koloru                                                            | Został wycofany (WYC/WD) |
| Bez koloru                                                            | Nie przybył (NP/DNA) |
| Bez koloru                                                            | Nie brał udziału w treningach (NT/DNP) |
| Bez koloru                                                            | Nie został zgłoszony (–) |
| Pogrubienie                                                           | Start z pole position |
| Kursywa                                                               | Najszybsze okrążenie wyścigu |
| †                                                                     | Nie ukończył, ale jego rezultat został zaliczony ze względu na przejechanie więcej niż 90% dystansu wyścigu.                              |
| *                                                                     | Sezon w trakcie |
| 1/2/3                                                                 | Punktowana pozycja w sprincie kwalifikacyjnym                                                                                             |
| Lista systemów punktacji Formuły 1                                    | |

| Poz.   | Nr. | Kierowca           | Konstruktor            | Okrążeń | Czas/powód NU   | Poz. start. | Punktów |
| ------ | --- | ------------------ | ---------------------- | ------- | --------------- | ----------- | ------- |
| 1      | 6   | Nelson Piquet      | Williams-Honda         | 50      | 1:14:47.707     | 1           | 9       |
| 2      | 12  | Ayrton Senna       | Lotus-Honda            | 50      | + 1.806         | 4           | 6       |
| 3      | 5   | Nigel Mansell      | Williams-Honda         | 50      | + 49.036        | 2           | 4       |
| 4      | 28  | Gerhard Berger     | Ferrari                | 50      | + 57.979        | 3           | 3       |
| 5      | 20  | Thierry Boutsen    | Benetton-Ford          | 50      | + 1:21.319      | 6           | 2       |
| 6      | 2   | Stefan Johansson   | McLaren-TAG            | 50      | + 1:28.787      | 11          | 1       |
| 7      | 19  | Teo Fabi           | Benetton-Ford          | 49      | + 1 okrążenie   | 7           |         |
| 8      | 26  | Piercarlo Ghinzani | Ligier-Megatron        | 48      | + 2 okrążenia   | 19          |         |
| 9      | 10  | Christian Danner   | Zakspeed               | 48      | + 2 okrążenia   | 16          |         |
| 10     | 25  | René Arnoux        | Ligier-Megatron        | 48      | + 2 okrążenia   | 15          |         |
| 11     | 11  | Satoru Nakajima    | Lotus-Honda            | 47      | + 3 okrążenia   | 14          |         |
| 12 (1) | 4   | Philippe Streiff   | Tyrrell-Ford           | 47      | + 3 okrążenia   | 24          |         |
| 13 (2) | 16  | Ivan Capelli       | March-Ford             | 47      | + 3 okrążenia   | 25          |         |
| 14 (3) | 3   | Jonathan Palmer    | Tyrrell-Ford           | 47      | + 3 okrążenia   | 22          |         |
| 15     | 1   | Alain Prost        | McLaren-TAG            | 46      | + 4 okrążenia   | 5           |         |
| 16     | 24  | Alessandro Nannini | Minardi-Motori Moderni | 45      | + 5 okrążeń     | 18          |         |
| NU     | 9   | Martin Brundle     | Zakspeed               | 43      | Skrz. biegów    | 17          |         |
| NU     | 30  | Philippe Alliot    | Larrousse-Ford         | 37      | Wypadł z toru   | 23          |         |
| NU     | 23  | Adrián Campos      | Minardi-Motori Moderni | 34      | Silnik          | 20          |         |
| NU     | 18  | Eddie Cheever      | Arrows-Megatron        | 27      | Wał prz. napędu | 13          |         |
| NU     | 22  | Franco Forini      | Osella-Alfa Romeo      | 27      | Turbo           | 26          |         |
| NU     | 21  | Alex Caffi         | Osella-Alfa Romeo      | 16      | Zawieszenie     | 21          |         |
| NU     | 27  | Michele Alboreto   | Ferrari                | 13      | Turbo           | 8           |         |
| NU     | 17  | Derek Warwick      | Arrows-Megatron        | 9       | Elektronika     | 12          |         |
| NU     | 8   | Andrea de Cesaris  | Brabham-BMW            | 7       | Zawieszenie     | 10          |         |
| NU     | 7   | Riccardo Patrese   | Brabham-BMW            | 5       | Silnik          | 9           |         |
| NZ     | 32  | Nicola Larini      | Coloni-Ford            |         |                 |             |         |
| NZ     | 14  | Pascal Fabre       | AGS-Ford               |         |                 |             |         |